# L'esquella de la torratxa (zarzuela)
L'esquella de la torratxa, publicada originalmente como La esquella de la torratxa, es una astracanada en forma de zarzuela en catalán, estrenada en el teatro Odeón en Barcelona el 11 de abril de 1864. Con libreto del escritor español Serafí Pitarra, seudónimo de Frederic Soler, la música fue compuesta por Joan Sariols Porta.
L'esquella de la torratxa es una de las primeras zarzuelas en catalán, siendo anteriores Setze jutges, con letra de Manuel Angelón, y L'Aplec del Remei, con letra y música de Anselmo Clavé, ambas estrenadas en 1858 en el Gran Teatro del Liceo.
Fue la primera obra del autor que se estrenó en un teatro público en Barcelona y su primer gran éxito. La obra, parodia de un drama histórico que se ríe de alcalde y cacique de pueblo, consiguió un rotundo éxito que provocó que la Librería española publicara una colección con seis de las obras de Soler bajo el título de Singlots poètics. El mismo editor aprovechó el nombre de la obra para editar en 1872 una revista satírica del mismo nombre.